# Икса (Новосибирская область)
Икса — исчезнувшая деревня в Болотнинском районе Новосибирской области. На момент упразднения входила в состав Боровского сельсовета. Исключена из учётных данных в 1973 году.

## География
Располагалась на правом берегу реки Икса, в 3,5 км к юго-западу от деревни Витебск.

## История
Посёлок Иксинский был основан в 1907 г. В 1926 году состоял из 65 хозяйств. В административном отношении входил в состав Нижне-Елбанского сельсовета Болотнинского района Томского округа Сибирского края.
До 1966 года входила в состав Зудовского сельсовета; до 1970 года в Дивенском сельсовете. Решением Новосибирского облисполкома от 18.07.1973 г. № 443 деревня исключена из учётных данных в связи с выездом населения.

## Население
По переписи 1926 г. в посёлке проживало 365 человек (174 мужчины и 191 женщина), основное население — русские.